# Kazimierz Kłosiński
Kazimierz Albin Kłosiński (ur. 1 marca 1940 w Warszawie) – polski ekonomista i działacz polityczny, wykładowca Katolickiego Uniwersytetu Lubelskiego, radny Stołecznej Rady Narodowej (1988–1990).

## Życiorys
Po ukończeniu szkoły średniej w Warszawie studiował na Wydziale Ekonomii Politycznej Uniwersytetu Warszawskiego. Specjalizował się w metodach ekonomiczno-matematycznych. W 1971 uzyskał stopień dr nauk ekonomicznych na Wydziale Nauk Społecznych Uniwersytetu Warszawskiego. W 1997 habilitował się w Kolegium Gospodarki Światowej Szkoły Głównej Handlowej na podstawie pracy Przemiany strukturalne w usługach rynkowych.
Przez osiem lat był wykładowcą Uniwersytetu Warszawskiego. Współpracował również z Instytutem Rynku Wewnętrznego i Konsumpcji oraz Wyższą Szkołą Zarządzania i Marketingu w Sochaczewie. Od 1998 wykłada na Katolickim Uniwersytecie Lubelskim, gdzie był m.in. dyrektorem Instytutu Ekonomii. Obecnie jest pracownikiem Instytutu Ekonomii i Zarządzania oraz kierownikiem Katedry Międzynarodowych Stosunków Gospodarczych. Współpracuje z Instytutem Badań Rynku, Konsumpcji i Koniunktur w Warszawie.
Jest członkiem Polskiego Towarzystwa Ekonomicznego, Polskiego Towarzystwa Cybernetycznego (zasiada w jego Prezydium), European Association Evolutionary Political Economy, Polskiego Towarzystwa Współpracy z Klubem Rzymskim oraz Towarzystwa Naukowego KUL. Był przewodniczącym Towarzystwa im. Marii Konopnickiej.
Działa w Stronnictwie Demokratycznym. W latach 1988–1990 zasiadał w Radzie Narodowej m. st. Warszawy X kadencji jako reprezentant okręgu Stary Dolny Mokotów. Działał w Klubie Demokratycznym im. Joachima Lelewela. W 1991 na dwustulecie Konstytucji 3 Maja napisał Hymn Polskiej Demokracji. W wyborach w 1997 bez powodzenia ubiegał się o mandat poselski w okręgu Warszawa z listy Unii Wolności jako kandydat SD. W wyborach w 2010 był kandydatem SD do sejmiku mazowieckiego z ramienia Krajowej Wspólnoty Samorządowej.

## Wybrane publikacje
- Przemiany strukturalne w usługach rynkowych, Instytut Rynku Wewnętrznego i Konsumpcji, Warszawa 1997
- Współczesne tendencje w sektorze usług w Unii Europejskiej, Instytut Rynku Wewnętrznego i Konsumpcji, Warszawa 2003.
- Globalizacja sektora usług w Polsce, Polskie Wydawnictwo Ekonomiczne, Warszawa 2005 (wraz z Andrzejem Masłowskim)
- Wprowadzenie do międzynarodowych stosunków gospodarczych, Wydawnictwo KUL, Lublin 2006
- Usługi w gospodarce światowej (red. naukowa), Instytut Badań Rynku, Konsumpcji i Koniunktur, Warszawa 2009.